# Спортивний знак СА

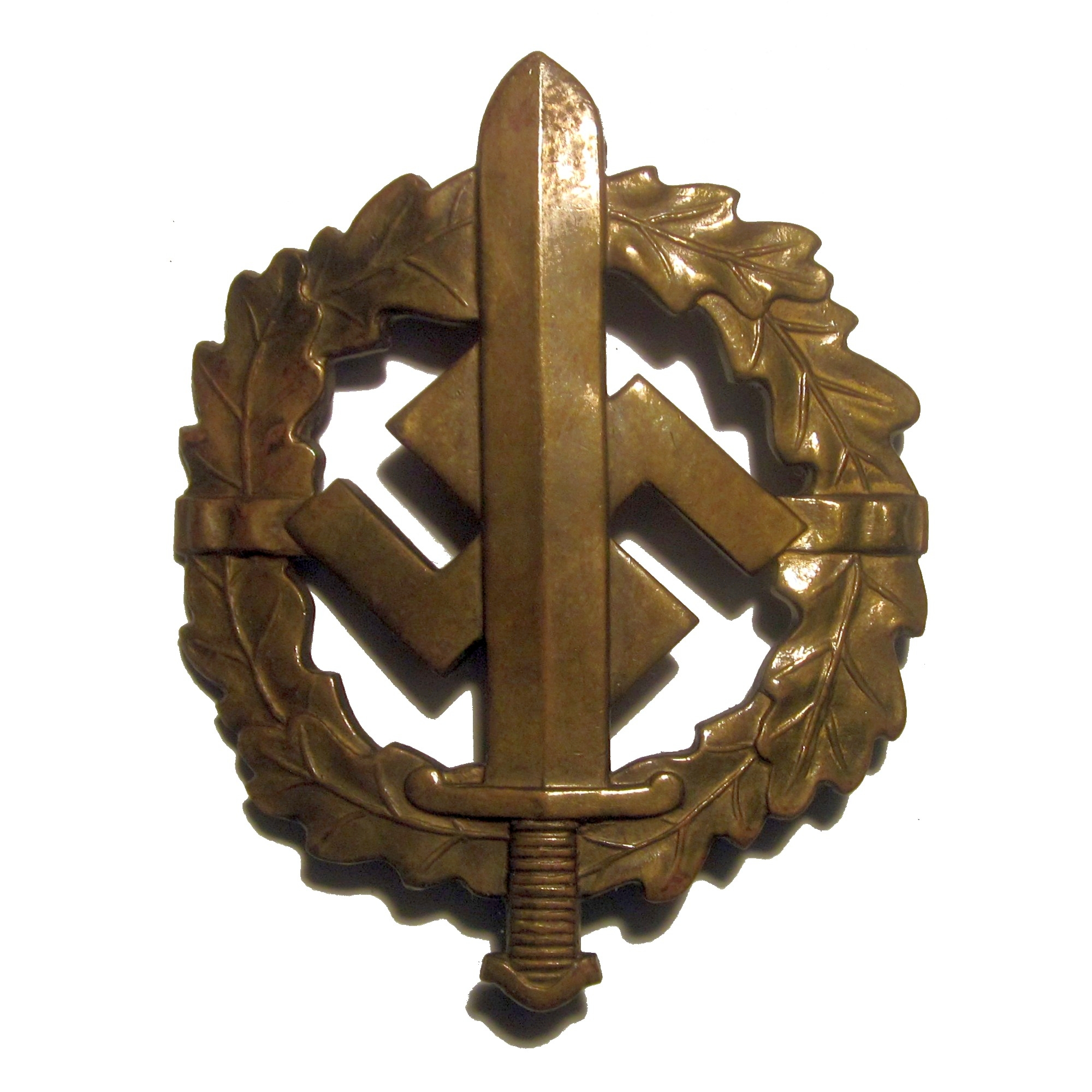
Спортивний знак СА у бронзі

Спортивний знак СА (нім. SA-Sportabzeichen; пізніше перейменований на SA-Wehrabzeichen) — нагорода Третього Рейху, яка вручалась за спортивні досягнення.

## Історія
У СА знак існував з 1933 року, однак 18 лютого 1935 року Адольф Гітлер дозволив нагороджувати знаком людей, які не були членами СА.
Станом на лютий 1937 року було нагороджено 1 052 661 особу.

## Опис
Знак являв собою круглий бронзовий вінок з дубового листя без жолудів, посередині якого розташовувалась свастика. Над свастикою знаходився меч, направлений вістрям вгору. Існували 3 степені нагороди: бронзова, срібна і золота.
Також існували особливі види знака: з якорем, який вручався у 1934—1935 роках за досягнення у водному спорті, та символом Вольфзангель для інвалідів війни, який вручався у 1943—1945 роках. Нагородження цими знаками відбувалось за окремими правилами.

## Умови нагородження
Кандидатами могли бути чоловіки віком від 18 до 35 років, які вважались «гідними за ідеалом націонал-соціалізму». Кандидат повинен був пройти навчання в так званих «тактичних робочих частинах» під керівництвом СА.
Для отримання нагороди необхідно було пройти випробування під контролем місцевого керівника СА, до якого допускались після медичного огляду і отримання державного сертифікату про завершення навчання. Випробування тривали 12 місяців і включали в себе 3 групи вправ: фізичні, військові і тактичні.

### Перша група: фізичні вправи
1. Біг на 100 метрів.
2. Стрибок з місця.
3. Метання ядра (7,25 кілограмів) у коло діаметром 2,13 метрів.
4. Метання снаряду (500 грамів) на відстань.
5. Біг на 3000 метрів.

### Друга група: військові вправи
1. Марш-кидок на 25 кілометрів
2. Стрільба з малокаліберної зброї на 50 метрів у положенні лежачи.
3. Стрільба з малокаліберної зброї на 50 метрів у положенні стоячи.
4. Метання снаряду (500 грамів) на 10 метрів (лежачи), 20 метрів (на колінах) і 30 метрів (стоячи) в коло діаметром 4 метри. Форма снаряду аналогічна формі гранати М24.

### Третя група: тактичні вправи
1. Вид місцевості: розпізнання цілей («головних дисків») на різних відстанях.
2. Орієнтація на місцевості, в тому числі з використанням карти та компасу.
3. «Оцінка дій патруля».
4. Звітність: вербальне спілкування (15 слів, одна година, 2 місця і число) на відстані 600 метрів з п'ятихвилинною перервою.
5. Маскування.
6. Оцінка відстані: до 100 м, 100—400 м, 400—800 м і 200 м з відхиленням 30 %.
7. Пересування по місцевості у вказаному напрямку.

Також під час третьої групи оцінювались фізичні та особисті риси кандидата.
У той час[коли?] як вправи першої групи є власне спортивними, вправи другої і третьої груп є довоєнною підготовкою. До третьої групи допускались лише після успішного завершення двох попередніх груп.
Спортивний знак у бронзі був власне спортивною нагородою, тоді як для отримання срібного чи золотого значка необхідно було повторно пройти випробування чи щорічний екзамен протягом 5 (срібний знак) і 6 (золотий знак) років. Срібним знаком нагороджували кандидатів у віці від 35 до 40 років, а золотим — понад 40 років.

## Сучасний статус нагороди
У ФРН знак вважається одним із символів антиконституційної пропаганди. Його виготовлення, публічний продаж та поширення заборонені. Носіння нагороди заборонене згідно закону Німеччини про порядок нагородження орденами та про порядок носіння від 26 липня 1957 року (нім. Gesetz uber Titel, Orden und Ehrenzeichen).